# Мошенське (Калінінградська область)
Мошенське (рос. Мошенское) — селище Озерського міського округу, Калінінградської області Росії. Входить до складу Новостроєвського сільського поселення.
Населення —  15 осіб (2015 рік). 

## Населення
| 2002 | 2010 |
| ---- | ---- |
| 9    | ↗15  |